# Adi Warno
Adi Warno is een bestuurslaag in het regentschap Lampung Timur van de provincie Lampung, Indonesië. Adi Warno telt 2587 inwoners (volkstelling 2010).